# Associação dos Produtores Rurais de Carauari
A Associação dos Produtores Rurais de Carauari (ASPROC) é a primeira associação sem fins lucrativos criada no Médio Juruá. Ela atua na organização e comercialização da produção rural das comunidades agroextrativistas da região, além da atuação de luta pelo território e na criação das unidades de conservação.

## História
Na década de 80, o sistema que imperava na região do Médio Juruá era o de seringais, que apresentava uma dinâmica prejudicial para os seringueiros frente aos patrões latifundiários. No início dos anos 90, com apoio do Movimento Eclesiástico de Base (MEB), liderado pelo padre João Derickx, iniciou um movimento de mobilização de base para que os seringueiros conhecessem seus direitos.
Esse movimento incentivou os produtores a se organizarem em comunidades, para conquistarem acesso aos, até então raros, direitos sociais na região, como escola básica, atendimento de saúde e justa comercialização dos produtos agroextrativistas. Foi então que surgiu a ASPROC, criada juridicamente em 1994 mas desde 1990 já atuava de maneira informal, articulando as comunidades.
Como resultado das demandas locais, foram criadas duas reservas de uso sustentável na região, a Reserva Extrativista (RESEX) do Médio Juruá, em 1997, e a Reserva de Desenvolvimento Sustentável (RDS) de Uacari, em 2005.
A ASPROC, realizado com o apoio do Memorial Chico Mendes, começou um sistema de saneamento básico, implementando o bombeamento, o tratamento e a distribuição de água para abastecer as famílias. Esse sistema se tornou o Programa Sanear Amazônia, que virou política pública do governo federal.
Criaram o Fórum do Território Médio Juruá, que reúne todas as organizações e entidades que trabalham na região do Médio Juruá para debater, compartilhar o planejamento e agregar as atividades que tivessem os mesmos objetivos, diminuindo custos e ganhando eficiência.
A partir de 2017 a ASPROC passou a negociar todo ou parte do pirarucu de outras áreas de manejo e associações comunitárias e indígenas, antes dependentes de poucos frigoríficos que determinavam os preços de compra.
Em 2018, foram incluídas nessa iniciativa as Terras Indígenas Deni e Paumari, as comunidades integrantes do Acordo de pesca de Carauari, RDS Mamirauá (região de Jutaí), RESEX do Baixo Juruá, RESEX do Rio Unini e RESEX do Médio Purus.